# Кути, Лайош
Лайош Кути (венг. Kuthy Lajos; 9 января 1813 — 27 августа 1864) — венгерский поэт, писатель и драматург, член-корреспондент Венгерской академии наук, член венгерского литературного общества имени Кишфалуди.
Среди известных произведений — трагедии «Ariadne» (1838), «Károl I» (1840), сборник «Новелл» (1841), роман «Тайны отечества» (1844).